# توماس إدواردز (رسام)
توماس إدواردز (بالإنجليزية: Thomas Edwards)‏ هو رسام أمريكي، ولد في 1795، وتوفي في 1869 في Charlestown, Boston ‏ في الولايات المتحدة.

## معرض صور

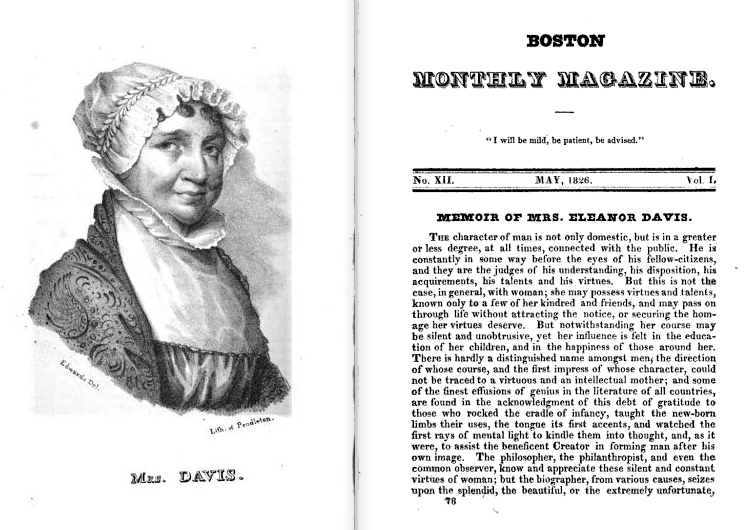
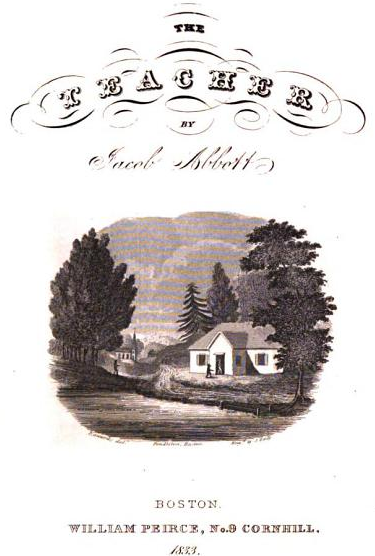
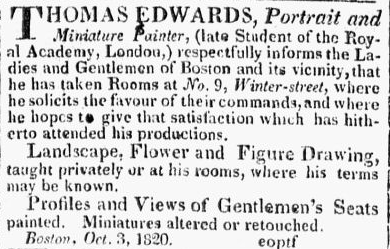
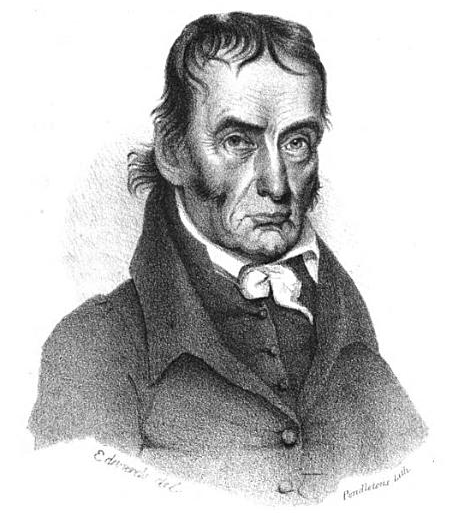
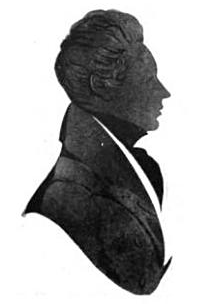